# Sistema SEL SYNC
Los sistemas SEL SYNC (Selective Syncronous Recording) son sistemas de grabación conformados por circuitos electrónicos de reproducción y grabación magnética analógica utilizados por los grabadores multipista. Permiten que, mientras se está grabando una pista, se reproduzcan otras. Ambas funciones (grabación/reproducción) están sincronizadas, lo que significa que la cabeza reproductora y grabadora funcionan simultáneamente. Son útiles cuando se necesita oír una determinada grabación realizada en una de las pistas de la cinta maestra, al tiempo, que se va a grabar en otra pista de ésta. 
En el caso de la música (se ha grabado y se quiere añadir la voz) o  del doblaje (por ejemplo, se oye la versión original o  el Sound track internacional) es fundamental sincronizar la reproducción del sonido con la grabación de la nueva pista. Para que pueda realizarse esta sincronización, una o varias cabezas grabadoras han de poder ser conmutadas al modo de reproducción. De otro modo, si utilizáramos un cabezal reproductor, siempre habría un pequeño desfase y, por ínfimo que este sea, la sincronía quedaría afectada. 
- Datos: Q9077967